# Michael Torke
Michael Torke, (Pronuncia: ˈtɔrki) (Milwaukee, 22 settembre 1961), è un compositore statunitense, che scrive musica influenzata dal jazz e dal minimalismo.

## Biografia
Torke nacque a Milwaukee, nel Wisconsin, dove ha frequentato la Wilson Elementary School, si è diplomato alla Wauwatosa East High School e ha studiato alla Eastman School of Music con Joseph Schwantner e Christopher Rouse e alla Università Yale.

## Lavori
Qualche volta descritto come postminimalista, il suo pezzo più tipicamente postminimale è Four Proverbs, in cui la sillaba di ogni passo è fissa e le variazioni nella melodia producono flussi di parole senza senso. Altre opere in questo stile sono Book of Proverbs e Song of Isaiah. Un primo brano in cui per la prima volta ha usato un certo stile postminimalista è stato Vanada, realizzato nel 1984. Il suo lavoro più noto è probabilmente Javelin, composto nel 1994, commissionato dal Comitato di Atlanta per le Olimpiadi in occasione della stagione dell'anniversario dei 50 anni della  Atlanta Symphony Orchestra, in concomitanza con le Olimpiadi estive del 1996. Commissionato da Disney e Michael Eisner per la Millennium Celebration della New York Philharmonic, ha scritto Four Seasons, un oratorio per coro e orchestra che celebra vari aspetti dei mesi. Ha scritto un balletto nel 2002, The Contract, con la coreografia di James Kudelka. Torke è stato anche incaricato di aiutare Chicago a celebrare il centenario del Piano di Chicago del 1909 di Daniel Burnham e ha prodotto un'opera intitolata Plans che è stata eseguita al Grant Park Music Festival nel giugno 2009.
Un sinesteta, è il compositore di numerosi brani (Bright Blue Music, Ecstatic Orange) che inseriscono i colori nei titoli, successivamente trasformati nella suite Color Music. Altri pezzi comprendono l'opera The Directions (1986), Rust (1989), influenzata da rap e disco, Telephone Book (1985, 1995), Adjustable Wrench, Ash (1989) e Mass (1990), che hanno ricevuto critiche per un tentativo di raggiungere lo stile di Beethoven e Mendelssohn.
Nel 2003 ha creato la sua etichetta discografica, la Ecstatic Records, con la quale ha ripubblicato un set di sei CD degli anni '90 che erano stati cancellati dalla Argo Records, ormai chiusa, che era una sussidiaria della Decca Records.
La sua opera Pop'pea, una versione rock di L'incoronazione di Poppea di Monteverdi, fu commissionata dal Théâtre du Châtelet di Parigi e fu rappresentata in anteprima il 29 maggio 2012.

### Lista delle composizioni
- Leatus (1982)
- Ceremony of Innocence (1983
- Vanada (1984)
- Color Music (1985-1988)
  - Ecstatic Orange (1985)
  - Bright Blue Music (1985)
  - Green (noto anche come Verdant Music) (1986)
  - Purple (1987)
  - Ash (1988)
- The Yellow Pages (1985)
- The Harlequins Are Looking at You (1985)
- The Directions (1986)
- Adjustable Wrench (1987)
- Black and White (1988)
- Charcoal (1988)
- Copper (1988)
- Rust (1989)
- Slate (1989)
- Mass (1990)
- Bronze (1990)
- Music on the Floor (1992)
- Chalk (1992)
- Run (1992)
- Monday and Tuesday (1992)
- Four Proverbs (1993)
- King of Hearts (1993)
- Chrome (1993)
- Piano Concerto (1993)
- Saxophone Concerto (1993)
- Bone (1994)
- Javelin (1994)
- December (1995)
- July (1995)
- Telephone Book (1995)
- Flint (1995)
- Book of Proverbs (1996)
- Sprite (1996)
- Brick Symphony (1997)
- Overnight Mail (1997)
- Change of Address (1997)
- Pentecost (1997)
- Lucent Variations (1998)
- Jasper (1998)
- Strawberry Fields (1999)
- Four Seasons (1999)
- Corner in Manhattan (2000)
- Two Drinks (2000)
- Grand Central Station (2000)
- Rapture (2001)
- Five Songs of Solomon (2001)
- Song of Ezekiel (2001)
- An American Abroad (2002)
- Song of Isaiah (2002)
- The Contract (2002)
- The Paradise Project (2002)
- August (2003)
- Bliss (2003)
- Four Wheel Drive (2004)
- An Italian Straw Hat (2004)
- Two Girls on the Beach... (2005)
- After the Forest Fire (2005)
- Pentecost (2005)
- The Kiss (2006)
- Heartland (2006)
- Blue Pacific (2006)
- Fiji (noto anche come Tropical) (2007)
- Central Park West (2007)
- Leda and Zeus (2007)
- Plans (2008)
- Song of Ecclesiastes (2008)
- Mojave (2009)
- Cactus (2009)
- Tahiti (2009)
- May and June (2010)
- Wild Grass (2011)
- Tiger in the Sun (2011)
- Torque Series (2012)
- Archipelago (2012)
- Daffodils (2012)
- Pop'pea (2012)
- House and Home (2012)
- The Bell Invites Me (2012)
- From Many, One (2012)
- Oracle (2013)
- Bliss (2013)
- Iphigenia (2013)
- Winter Trio (2013)
- Winter's Tale (2014)
- Concerto for Orchestra (2014)
- Miami Grands (2014)[6]

## Premi
- Independent Music Awards 2012: Tahiti – Miglior album strumentale[7]

### Ascolto
- Boosey & Hawkes: Michael Torke Sound Samples

| Controllo di autorità | VIAF (EN) 201714 · ISNI (EN) 0000 0000 8079 6061 · Europeana agent/base/148967 · LCCN (EN) n86860620 · GND (DE) 120884232 · BNF (FR) cb139443958 (data) · J9U (EN, HE) 987007338249205171 |